# Deropeltis kivuensis
Deropeltis kivuensis är en kackerlacksart som beskrevs av Karlis Princis 1955. Deropeltis kivuensis ingår i släktet Deropeltis och familjen storkackerlackor. Inga underarter finns listade i Catalogue of Life.